# Festuca stricta
Festuca stricta är en gräsart som beskrevs av Nicolaus Thomas Host. Festuca stricta ingår i släktet svinglar, och familjen gräs. Inga underarter finns listade i Catalogue of Life.